# 丽莎·马莱霍洛
丽莎·马莱霍洛（荷蘭語：Lisa Malaihollo，1987年7月9日—），荷蘭女子羽毛球運動員，擅長雙打項目。

## 簡歷
2015年4月，丽莎·马莱霍洛出戰荷蘭羽毛球國際賽，與米凯·哈尔克马合作贏得女子雙打比賽亞軍。

## 主要比賽成績
只列出曾進入準決賽的國際賽事成績：
| 年份   | 賽事             | 公開賽級別 | 項目     | 拍檔          | 成績   |
| ------ | ---------------- | ---------- | -------- | ------------- | ------ |
| 2014年 | 荷蘭羽毛球國際賽 | 國際系列賽 | 混合雙打 | Yvonne Sie    | 準決賽 |
| 2015年 | 荷蘭羽毛球國際賽 | 國際系列賽 | 女子雙打 | 米凯·哈尔克马 | 亞軍   |
| 2016年 | 荷蘭羽毛球國際賽 | 國際系列賽 | 女子雙打 | 米凯·哈尔克马 | 亞軍   |

| 2007-2017年 | 首要超級賽 | 超級賽 | 黃金大獎賽 | 大獎賽 | 國際挑戰賽 | 國際系列賽 | 未來系列賽 | 其他 |

| 2018-2026年 | 總決賽 | 超級1000賽 | 超級750賽 | 超級500賽 | 超級300賽 | 超級100賽 | 國際挑戰賽 | 國際系列賽 | 未來系列賽 | 其他 |